# McMahons Creek
McMahons Creek är en del av en befolkad plats i Australien. Den ligger i kommunen Yarra Ranges och delstaten Victoria, omkring 77 kilometer öster om delstatshuvudstaden Melbourne. Antalet invånare är 220.
Trakten runt McMahons Creek är nära nog obefolkad, med mindre än två invånare per kvadratkilometer.. Närmaste större samhälle är Millgrove, omkring 16 kilometer väster om McMahons Creek. 
I omgivningarna runt McMahons Creek växer i huvudsak städsegrön lövskog. Genomsnittlig årsnederbörd är 1 391 millimeter. Den regnigaste månaden är juni, med i genomsnitt 161 mm nederbörd, och den torraste är januari, med 57 mm nederbörd.